# Saint-Maurice-sur-Dargoire
Saint-Maurice-sur-Dargoire là một xã thuộc tỉnh Rhône trong vùng Auvergne-Rhône-Alpes phía đông nước Pháp. Xã này nằm ở khu vực có độ cao trung bình 463 mét trên mực nước biển.